# 吉大港山區事務部
吉大港山區事務部 是孟加拉國負責管理吉大港山區的政府部門。 
該部門成立於1998年7月15日，秘書處設於孟加拉首都達卡。